# Clara Carvajal
Clara Carvajal (Madrid, 1970) es una artista española que trabaja basándose en diálogos artísticos entre distintas formas de lenguaje y procesos de comunicación social. En sus últimos proyectos, denominados Por una biología de la imagen, explora narrativas culturales a través del uso de una imagen en distintos soportes (fotografía, tallas en madera, esculturas y grabados) en contraste con el lenguaje del cine, que usa distintas imágenes en un solo soporte. En el año 2020, 2021 y parte del 2022, fue la presidenta de la Asociación de Artistas Visuales de Madrid AVAM.  

## Trayectoria
Licenciada en Bellas Artes en la especialidad de Escultura (1988-1993) en la Facultad Bellas Artes de la Universidad Complutense de Madrid. Premio Extraordinario Fin de Carrera de la Facultad de Bellas Artes de la UCM. Realizó los cursos de doctorado en escultura en la Universidad Complutense de Madrid (1995-1996). Estudió en la Blake College and Heatherley School of Art de Londres, UK. Su vinculación con el mundo académico sigue presente en la actualidad impartiendo cursos y seminarios en universidades e instituciones culturales.
Su carrera como artista visual es plural pues abarca diferentes campos del arte contemporáneo. Ha presentando sus proyectos expositivos no solo en España, sino también en México, Grecia, Suiza, Italia, etc.
Según sus palabras sobre su obra:

Mis obras presentan una lucha idealista y extrema, un juego de estrategia sin orden, sin jerarquía, en donde la libertad y la variedad de los caminos emprendidos nos permiten realizar la aventura, el viaje.
Se produce en ese estado en el que aceptamos que nuestro destino y nuestro drama son la única realidad posible para seguir avanzando y abordar un trabajo con fuerza. Es la condición a la que estamos sujetos, y sabiendo de esta gran dimensión, no podemos olvidar, que todo forma parte de un proceso de regeneración continua”.

En el año 2009 obtiene la beca de la Fundación Marcelino Botín para trabajar con el artista Jannis Kounellis, lo que después le da lugar a crear de forma colectiva con otras artistas que gozaron de la misma beca para realizar proyectos como “Correspondencia” y “Diálogo a tres” de los que surge una exposición en Italia y futuros proyectos.
Su proyecto Amazonomaquía constituye una nueva lectura orientada a la reclasificación del mito de las amazonas en su realidad histórica mediante el planteamiento de una lectura literal de la Amazonomaquia, restituyendo la gloria del pasado épico a las mujeres guerreras.
Es una de las 17 artistas que reactivan la galería 'Mari Boom' (Madrid) con una acción de guerrilla artística feminista.
Igualmente comprometida con el activismo feminista, forma parte del colectivo “Las Roldanas”, que toma su nombre de la escultora barroca sevillana Luisa Roldan (1652-1706) y que nace como proyecto de investigación que reivindica recuperar la figura y el trabajo de las mujeres artistas en España

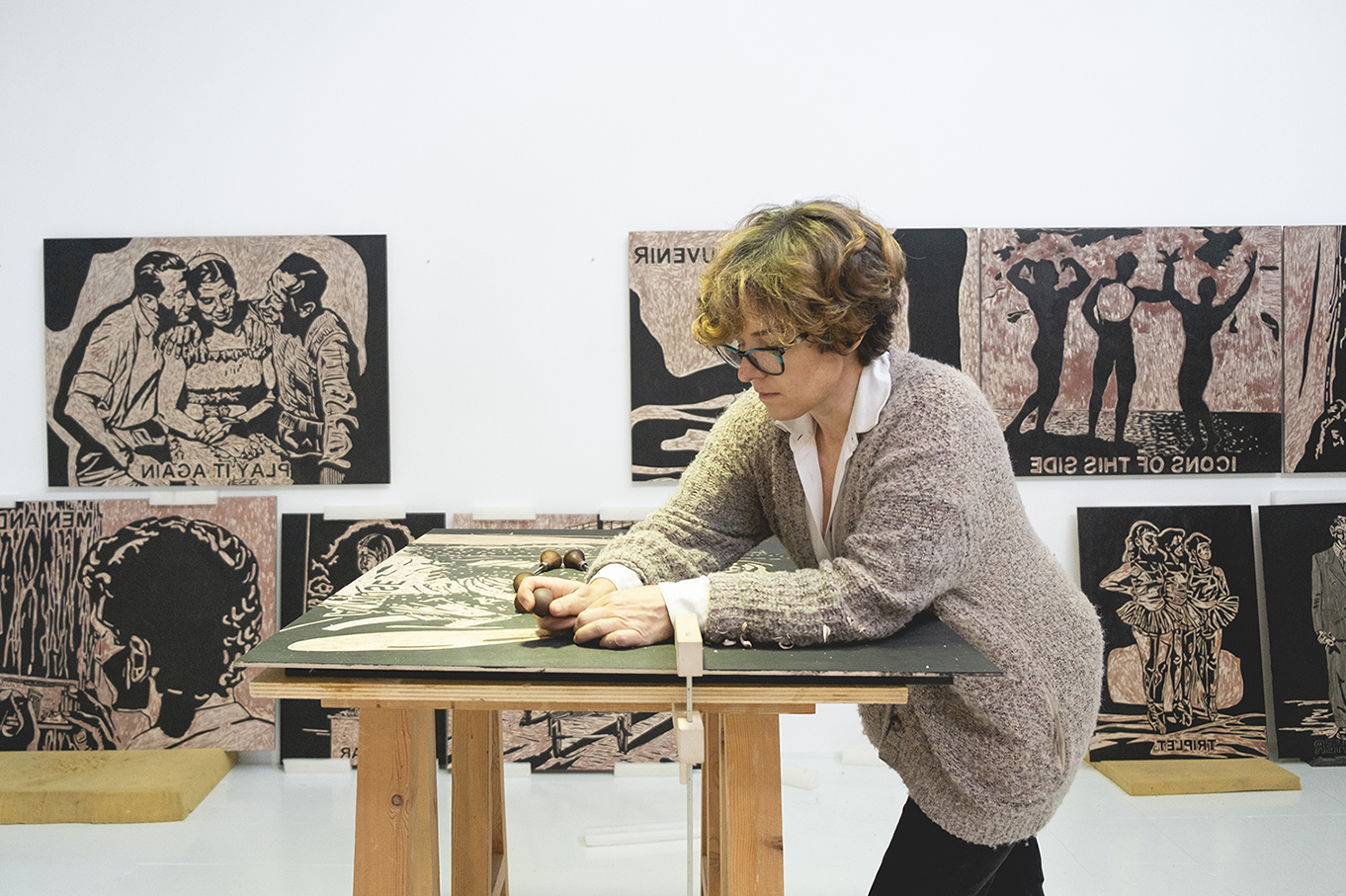
Clara Carvajal tallando en madera el proyecto Dioses de la Frontera.

En esta entrevista en el año 2018 en el diario El Mundo titulada "La amazona de la escultura",se narra en una visita a su estudio, la trayectoria de la artista
En el año 2020 realiza el proyecto Dioses de la Frontera, una mirada artística acerca de los arquetipos de la moderna Líbano.
En el año 2020 realiza el proyecto Dioses de la Frontera, una mirada artística acerca de los arquetipos de la moderna Líbano.
En el año 2021 realiza la exposición Por unha bioloxía da imaxe en el Centro Gallego de Arte Contemporáneo comisariada por Zara Fernández Moya donde muestra sus dos series Dioses de la Frontera y Argucia de lo Humano.
En palabras de la comisaria sobre esta exposición:

La exposición Por una biología de la imagen presenta dos series sucesivas de Clara Carvajal: Dioses de la frontera y Argucia. Ambas se inscriben en su primera aproximación a la biología de la imagen, concepto plenamente innovador con el cual la artista se interroga sobre la capacidad de transformación de la imagen que, sin dejar de ser fiel a sí misma, se actualiza en cada nuevo medio y, gracias a este recorrido, se engrandece y nos engrandece la mirada. Clara Carvajal indaga, mediante este concepto, en la dimensión plástica y escultórica de la imagen fotográfica. (...) 

Con ambas series, Clara Carvajal se ha sumergido en una exploración original en la que el arte se convierte en medio natural para sumergirse en la búsqueda de las formas sociales, de las formas políticas, en un juego de espejos donde las imágenes resurgen en distintos medios para reafirmar su existencia.

## Exposiciones

### Individuales
- 2022 Amazonomaxia, Museum Herakleidon, Atenas, Grecia.[13]
- 2021 Por unha bioloxía da imaxe, Centro Gallego de Arte Contemporáneo. Galicia, España.[14]
- 2021 Dioses de la Frontera: una biología de la imagen. Fundación Tres Culturas, Sevilla, España[15]
- 2020 Dioses de la Frontera. Casa Árabe, Madrid y Córdoba, España[15]
- 2018 Amazonomaquia, Museo Arqueológico Nacional, Madrid, España.[16]
- 2016 Ekphrasis, Galería Slowtrack, Madrid. España.
- 2015 Jacob y el Ángel, Galería Páramo, Guadajara, México.
- 2012 Luz Solar, Fundación Adolfo Domínguez, Madrid. España.
- 2011 Combustión. ATM Contemporary Gijón.
- 2006 El Tiempo Gran Escultor. Galería Rafael Pérez Hernando. Madrid.
- 2005 El Sueño de mi amigo. Galería Rafael Ortiz

### Colectivas
- 2019 Trasatlántica. Galería Fernando Pradilla, Madrid, España.[17]
- 2019 Propuestas Vegap 2017-2018. Círculo de BBAA, Madrid, España.
- 2018 Acción de Guerrilla Artística Feminista. Galería Mari Boom, Madrid, España.[18]
- 2017 Jayal; La imaginación creadora, El sufismo como fuente de inspiración, Casa Árabe, Córdoba, España.
- 2016 Jayal; La imaginación creadora, El sufismo como fuente de inspiración, Casa Árabe Madrid, España.
- 2014 Mil Caras, Fondation Slaoui, Casablanca, Marruecos.
- 2014 Maniera. Una fórmula para perder la Identidad. Museo Raúl Anguiano, Guadalajara, México.
- 2013 Traces de Frontiers Ville des Arts, Casablanca, Marruecos.
- 2013 Correspondencia II, Palazzo Lucarini Contemporary, Trevi, Italia.
- 2013 Confession Session proyecto Naoki Fuku en colaboración con DR. Kuckucks Labrador. Kaskadenkondensator,Warteck pp.Basilea, Suiza.
- 2013 Mil Caras, Centro de Arte Moderno de Tetuán, Marruecos.
- 2012 En la Tierra como en el Cielo, 12 Mostra Unión Fenosa, La Coruña, España.
- 2012 En la Tierra como en el Cielo, Clara Carvajal y Jordi Ribes, Galería Louis 21 Palma de Mallorca, España.
- 2011 Just Madrid, stand Gal, Rafael Pérez Hernando.
- 2011 Correspondencias”, Antico Municipio San Donato  Val di Comino. Roma, Italia.
- 2011 Luz y origen, Galería Rafael Perez Hernando de Madrid.
- 2011 Galería Louis 21, Palma de Mallorca
- 2010 “Diálogo a tres”, estudio Clara Carvajal.
- 2010 “Artistas Invitadas”, Galería Marlborough, Madrid-Barcelona.
- 2009 Galería ATM Contemporary. Gijón.
- 2008 Kunst ́08 Zurich y Toronto Internacional Art Fair stand Rafael Pérez Hernando.
- 2008 Casal Solleric, Premios Ciudad de Palma. Mallorca.
- 2008 ARTFARM. Verona. Italia.
- 2007 “Aquí y Ahora“. Sala Alcalá 31 Comunidad Madrid
- 2007 Bienal de Escultura de Valladolid.
- 2006 Casal Solleric. Premios Ciudad de Palma.
- 2006 Premios Caja Castilla-La Mancha.
- 2005 Generaciones 2005. La Casa Encendida . Madrid
- 2004 ARTFARM Pilastro, Verona, Italia.
- 2023 PANORAMA 2023: 45 años reivindicando el Estatuto del Artista en el Museo Zapadores Ciudad del Arte, Madrid

## Premios y becas
- 2021 Segunda becaria en el 27.º programa de estudios de la ACC Gallery. Thüringer Algemeine. Weimar, Alemania.
- 2019 Ayudas a la Creación. Ayuntamiento de Madrid para desarrollar el proyecto “La Argucia de lo Humano: prótesis sociales y otros dispositivos”, Madrid, España.
- Residencia de investigación artística en la Arab Image Foundation, para desarrollar el proyecto “Dioses de la Frontera”, Beirut, Líbano.
- 2017/2018 Ayudas Vegap para desarrollar el proyecto “Dioses de la Frontera” Madrid, España.[19]
- 2017 Ayudas a la Creación. Ayuntamiento de Madrid para desarrollar el proyecto “Amazonomaquia”, Madrid, España.
- 2014 Residencia Endjavi-Barbé Art Projects y Ses Voltes Centre d’Árt y Creació Palma para desarrollar proyecto en Shiraz, Irán.www.claracarvajal.com/bio/[20]
- 2009 Primer Premio UCLM, Ciudad Real, España.[21]
- 2009 Beca Fundación Marcelino Botín taller Jannis Kounellis. Villa Iris, España.
- 2009 Primer Premio UCLM, Ciudad Real, España.[21]
- 2007 Primer Premio de la Bienal de Escultura de Valladolid[22]
- 2006 III Premio Navarra Escultura . Museo de Navarra.[23]
- 2006 - Obtiene el premio de adquisición de “Caja Castilla la Mancha”.
- En 2005 su obra es seleccionada por “Generación”, Caja Madrid[24]
- 2003 Segunda mención de honor de los premios “Villa de Parla” de Madrid.
- 2003 - Mención de honor de los premios: “Ciudad de Palma Antoni Gelabert d´Arts Plastiques” de Palma de Mallorca[25]
- 2002 - Primer premio de escultura Bancaixa para el Instituto Valenciano de Arte Moderno Ivam de Valencia[3]
- 1993 - Obtiene el primer premio “Beca Ayllón” concedido por la Universidad Complutense de Madrid en Segovia.[26]

## Colecciones Públicas
- Colección Olor Visual, Barcelona, España.
- Ayuntamiento de Valladolid, Museo Patio Herreriano, Valladolid, España.
- Fundación Caja Castilla-La Mancha, España.
- Fundación Bancaixa, Valencia, España.
- Ayuntamiento Ayllón, Segovia, España.